# Rafle des femmes indésirables

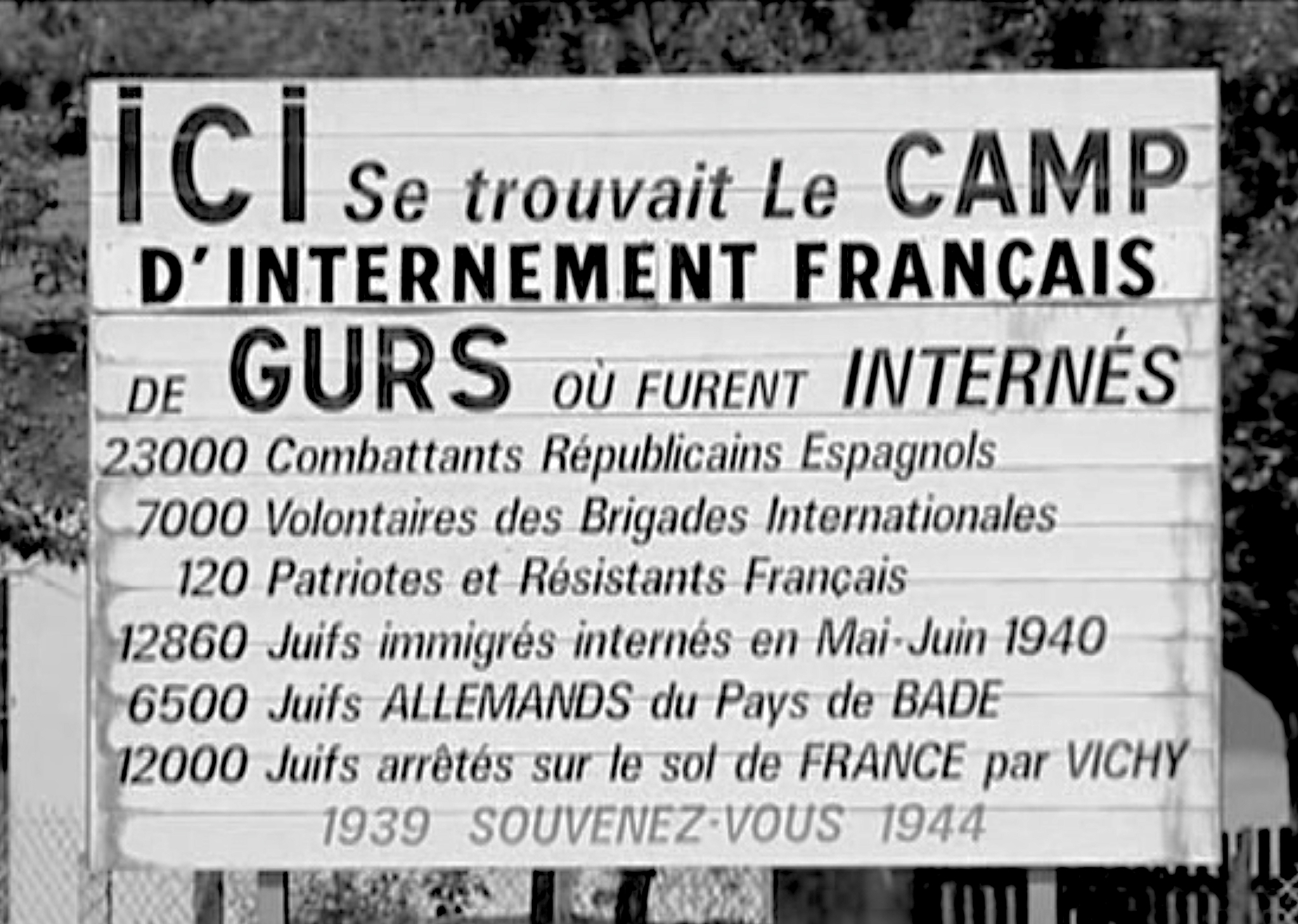
Panneau mémorial du camp de Gurs.

La rafle des femmes indésirables eut lieu le 15 mai 1940 au Vélodrome d’Hiver, et est parfois appelée « première rafle du Vélodrome d’Hiver ».
Ordonnée, comme l'internement en septembre 1939 dans le camp des Milles de réfugiés du nazisme, par la IIIe République et conçue comme une mesure contre la « cinquième colonne », sans visée antisémite, elle a pour conséquence l’internement au camp de Gurs de plusieurs milliers de réfugiées économiques, politiques ou « confessionnelles » (juives), appelées dans la presse de l'époque les « femmes de mai ». Cet épisode de l'histoire française est tombé dans un quasi-oubli après la guerre et est même parfois confondu avec la rafle des Juifs menée par le régime de Vichy en 1942.

## Historique

### Ségrégation
Amené à définir le statut du flot de réfugiés souhaitant trouver asile en France (principalement des républicains espagnols fuyant Franco), le gouvernement français promulgue deux décrets au sujet du contrôle et de la surveillance des étrangers. Dans le second décret, sont définis comme « étrangers indésirables » ceux dont les titres de séjour ne sont pas en règle et qui ne disposent pas d’un contrat de travail dûment signé avec une entreprise précise ; une sous-catégorie est prévue pour les apatrides (c'est-à-dire, le plus souvent, des Juifs fuyant le nazisme). Les mariages « mixtes » et les procédures de naturalisation sont sévèrement réglementés tandis que le procédé de déchéance est facilité. Il est également recommandé de diriger les indésirables vers des « centres spéciaux » pour les surveiller en permanence.
Qualifié de « décret scélérat », il semble ne concerner dans un premier temps que les républicains espagnols. Cependant, il est appliqué avec une vigueur renouvelée lorsque la bataille de France commence, et que les réfugiés allemands sont considérés comme autant d’agents du Reich en puissance.

### Arrestation
Le 14 mai 1940, le général Pierre Héring, gouverneur militaire de Paris, fait placarder sur les murs de la capitale des affiches enjoignant sous peine d’arrestation aux « ressortissants allemands, sarrois, dantzikois et étrangers de nationalité indéterminée, mais d’origine allemande (c’est-à-dire Juifs déchus de leur nationalité allemande), résidant dans le département de la Seine » de se présenter le jour même au stade Buffalo pour les hommes (parmi lesquels Walter Benjamin, Lion Feuchtwanger, Heinrich Mann et d’autres) ou le lendemain au Vélodrome d'Hiver pour les femmes parmi lesquelles Lilo Petersen, auteure du livre sur la Rafle de 1940 Les Oubliées).
Selon Elsbeth Weichmann (de), « beaucoup étaient venues […] de leur plein gré croyant, de bonne foi, qu'une séparation d’avec les nazies, les véritables ennemies, devrait s’ensuivre ». Toutes sont internées ; un premier convoi de 464 « Allemandes » parvient le 21 mai 1940 au camp de Gurs, dans le Béarn, suivi chaque jour d’autres convois de milliers de femmes. Le 31 mai, le camp, dirigé par le commandant Davergne, compte 7 112 internées (dont Hannah Arendt, Lotte Eisner, 
Adrienne Thomas et Dita Parlo), toutes désignées comme « ressortissantes allemandes ». Ce chiffre comporte, outre celles qui se sont présentées spontanément, des femmes interpellées à leur domicile ou ailleurs, épouses d’Allemands ou réfugiées fuyant l’avance de la Wehrmacht.
Les opérations s’étendent ensuite à l’ensemble du territoire de France et les « Allemandes » sont rejointes dans les jours suivants par des convois de « Mosellanes » (c’est-à-dire de Françaises de Lorraine), d’Autrichiennes, de Bulgares (il s’agit de familles séfarades ladinophones), de Roumaines (des familles romnia), etc., qui portent le nombre total d’internés à 9 771 femmes et enfants. Ces femmes sont, pour la plupart, jeunes et sans enfants. Selon Hanna Schramm, chef de baraque, environ un quart sont des réfugiées économiques (Denis Blanchot ramène ce chiffre à 7 %), un quart des réfugiées politiques et une moitié sont juives (certaines relèvent de plusieurs catégories : Élisabeth Marum a en effet fui l’Allemagne à la suite de l’internement et de l’assassinat de son père Ludwig Marum, membre du SPD et Juif ; de même, Adrienne Thomas a été pourchassée tant en raison de ses origines que de ses opinions).

### Internement
Le séjour au Vélodrome d’Hiver est décrit comme très pénible, au vu des conditions d’hygiène insuffisantes, de l’absence de ventilation et de l’angoisse tant des bombardements aériens que d’être livrées au régime nazi. Toutefois, les internées sont correctement nourries et aucune n'est brutalisée.
Quant au camp de Gurs, c’est un « marécage traversé par une route » dont les baraques sont délabrées, infestées de rats, de souris et de poux. L’eau et la nourriture sont d’autant plus rares que le camp est surpeuplé. Les femmes sont internées dans les îlots H à M (ce dernier étant réservé aux mères accompagnées de leurs enfants). Six d’entre elles y meurent en été. Les nouvelles de la défaite française se succèdent et plongent les internées dans l'angoisse de voir les nazis aux portes, voire dans le camp.
L’armistice franco-allemand annonce paradoxalement une période transitoire d’amélioration relative de ces conditions. L'administration s’interroge sur la nécessité de la détention de ces femmes internées comme ressortissantes ennemies. Il devient possible pour elles de circuler dans le camp, voire d’en sortir pour chercher du bois, se rendre dans les fermes avoisinantes et, une fois par semaine, de faire des courses au village voisin d’Oloron-Sainte-Marie. Surtout, c’est le temps des libérations.

### Libération
Le 24 juin 1940, deux jours après la signature de l’armistice franco-allemand, le commandant Davergne, las des atermoiements de l’administration et prévenu de l’imminence d’une inspection allemande, fait brûler les archives du camp, parmi lesquelles les documents relatifs aux « femmes de mai » ; il ordonne en outre de libérer celles qui sont physiquement et financièrement capables de quitter le camp. Pendant deux semaines, il suffit alors d’en faire la demande pour obtenir sa libération. Environ 5 000 internées dont Hannah Arendt en bénéficient (bien que ses biographes aient erronément indiqué qu’elle se serait évadée).
Un arrêté préfectoral du 8 juillet 1940 enjoint « [aux] ex-internées du camp de Gurs [de] quitter le département des Basses-Pyrénées dans les 24 heures » sous peine d’être réinternées. Les libérations se poursuivent cependant jusqu’au mois d’août et, au total, 8 350 femmes ont quitté le camp. 600 autres sont volontairement rapatriées en Allemagne dont l'actrice Dita Parlo qui accueille avec enthousiasme et ostentation les inspecteurs nazis.
Nombre des femmes libérées émigrent aux États-unis ou traversent la frontière espagnole. D'autres, dont Lore Krüger, Dora Schaul, Lisa Fittko, Lisa Ost et Hedwig Rahmel, choisissent de rester en France et rejoignent la Résistance ; elles en constituent, avec les hommes allemands, un quart en 1940 et 1941. Leur rôle est toutefois sous-estimé voire oublié lors de la Libération, la France voulant, selon l’historienne Rita Thalmann, garder le souvenir d’hommes français armés de mitraillettes. Un millier environ tentent de s’établir dans le Béarn et sont réinternées. Quelques-unes, dont Sidonie Gobitz, sont reprises lors de la Grande Rafle de 1942 et d'autres, parmi lesquelles des internées romnia, se retrouvent au camp au printemps 1944.
Environ 700 internées, dont Lilo Petersen, choisissent de rester au camp, en dépit des conditions toujours aussi déplorables. Le nombre d’internées s’étant restreint, des amitiés se nouent entre internées ou avec les Espagnols, et des activités culturelles sont organisées.
Cet intermède prend fin avec l’été et l'arrivée des Juifs de Bade. L’hiver 1940 fait plus de victimes à Gurs qu’à Buchenwald à la même période. De plus, le camp est désormais totalement administré par Vichy ; les internées juives ou d’ascendance juive, dont Mary Fuchs et Bertha Gradenwitz, figurent parmi les premières victimes de la déportation.

## Témoignages et analyses
Bien qu’abondamment couvertes dans la presse de l’époque, l’arrestation et l’internement des femmes indésirables demeurent un épisode assez méconnu de l’histoire française. Elles sont souvent passées sous silence ou attribuées à la France de Vichy alors qu’il s’agissait de mesures prises par le gouvernement de Paul Reynaud cinq jours après le début de l’invasion allemande.
En l'absence de compte-rendu objectif de l’époque (la presse est partiale et les archives administratives ont été brûlées), l’essentiel des connaissances sur ce qui a parfois été appelé « la première rafle du Vel’ d’Hiv » provient des témoignages d’internées (Lisa Fittko, Adrienne Thomas, Suzanne Leo-Pollak, Lilo Petersen, Hanna Schramm, Élisabeth Marum-Lunau, etc.). Des études ont également été menées par Éliane Viennot, Gabrielle Mittag, etc.
Dans sa postface aux Oubliées de Lilo Petersen, l’historien Denis Blanchot établit les distinctions entre les deux « rafles ». Bien que l’ancienne internée emploie ce terme, il n'y avait pas eu, en 1940, de ratissage policier ni de violence caractérisée. Le Vélodrome n’était qu'un lieu d'internement et non l’antichambre des camps d’extermination. L'internement lui-même résultait de la remise en vigueur du décret du 12 octobre 1938, qui faisait des « étrangers » des « indésirables » c’est-à-dire des « suspects » (des mesures similaires furent prises par la Grande-Bretagne le 28 mai 1940 avec l’internement des femmes « allemandes » et « autrichiennes » et la déportation d’« Allemands » - pour la plupart juifs - notamment en Australie en juillet 1940). Si elles touchèrent en majorité des Juifs et ont été incluses par Serge Klarsfeld dans son Calendrier de la persécution des Juifs de France 1940-1944, ce ne fut pas le fait, comme deux ans plus tard, d’une volonté antisémite officielle et délibérée.
L’historien ne peut cependant s’empêcher de voir dans l’un une préfiguration de l’autre « par le lieu, les forces impliquées et [la] cible » majoritairement juive. De même, pour les internées, ce ne fut là qu’une question de subtiles nuances : entre « être jeté par ses ennemis dans les camps de concentration et par ses amis dans les camps d’internement », la différence n’a résidé qu’entre « faire crever » et « laisser crever », pour reprendre les mots de Lilo Petersen.